# Somerville, Massachusetts
Somerville är en amerikansk stad (city) i Middlesex County i Massachusetts. Staden ingår i Bostons storstadsområde (Greater Boston) och gränsar till Boston i sydost och till Cambridge i söder.
Somerville hade 81 045 invånare i folkräkningen år 2020 och är en av de mest tätbefolkade städerna i New England.

## Kända personer från Somerville
- Wellington Burtnett, ishockeyspelare
- Richard Carle, skådespelare
- Hal Clement, science fiction-författare
- Harold Connolly, släggkastare
- Nelson Goodman, filosof
- Alan Hovhaness, kompositör
- Joseph McCarthy, sångtextförfattare
- James McLean, maffiaboss